# Kapliczka św. Rozalii w Sławkowie
Kapliczka św. Rozalii w Sławkowie – usytuowana na zachodnim krańcu miasta, w pobliżu średniowiecznego osiedla górniczego „Kozioł”. Wybudowana w 1536 r. jako słup męki pańskiej. Jest najstarszą z wielu przydrożnych kapliczek sławkowskich. Jest to kapliczka słupowa, na której szczycie przymocowany jest kamienny krzyż z wyrytą w belce poziomej – z okazji odnowienia kapliczki – datą 1630. Tablica wotywna, również z 1630 r., wykonana na pamiątkę epidemii i klęski nieurodzaju, które jednocześnie nawiedziły miasto. Dokonano wtedy poświęcenia kapliczki św. Rozalii, orędowniczce chroniącej od zarazy, która w tym samym roku wpisana została przez Urbana VIII do Martyrologium Rzymskiego. Kapliczka przeszła gruntowny remont w 1896 r. 24 sierpnia 2006 r. wpisana do rejestru zabytków. Po ponownej restauracji poświęcona została 6 września 2009 r.

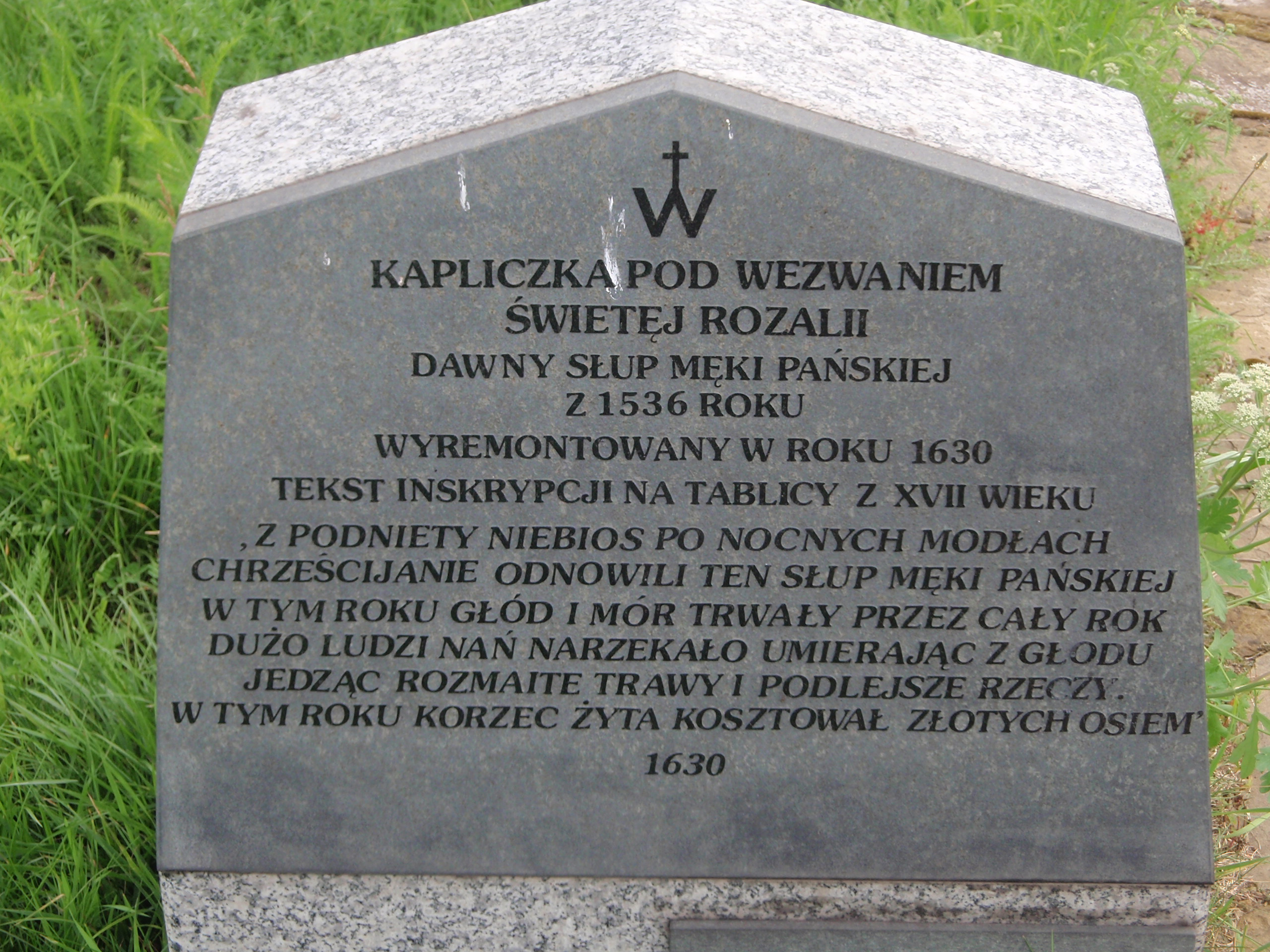
Tablica z 2009 r. przy kapliczce św. Rozalii